# Jangada florida
Jangada florida es una película sin sonido de Argentina filmada en blanco y negro, que se estrenó en 1922, dirigida por Arnold Etchebehere y protagonizada por Arauco Radal, Nelo Cosimi, Amelia Mirel y Raquel Garín.

## Producción
En 1920 el fotógrafo, director y productor de cine Federico Valle organizó una expedición y, equipado con tres argumentos, se dirigió hacia la Patagonia a filmarlos. Tren hasta Neuquén, dos días en automóvil a Bariloche, para seguir después hasta Colonia Galense, en el interior de la actual provincia de Chubut. La expedición continuó hasta el lago Feste Lauquen, que cruzaron en canoa, hasta llegar a la desembocadura de un torrentoso río que baja de la cordillera, donde acabaron las películas. Intentaron llegar a una catarata a la que escuchaban pero no veían y en su camino hallaron sobre la margen del río el campamento más avanzado del geógrafo y explorador perito Moreno, que veinte años antes había tenido que interrumpir el viaje que realizaba al naufragar el barco mayor en el que iba. Siguieron todavía más lejos, pero la temperatura, la humedad y la pérdida de algunas provisiones por putrefacción les hicieron desistir. Para volver debieron abrirse paso otra vez a fuerza de machete pues las mayas ya habían crecido, y el cansancio les hizo ir dejando en el camino una parte del equipo, inclusive las armas y municiones, y al llegar a Feste Lauquen estaban ya sin alimentos. Fruto de este viaje fue el material para tres películas, Jangada florida, Patagonia y Allá en el sur que, dirigidas por Arnold Etchebehere, llevaron al público los panoramas sureños. Parte de lo filmado se perdió por defectos del negativo pero la pericia e imaginación de José Bustamante y Ballivián permitieron reemplazarlo en buena cantidad mediante ciertas alteraciones del argumento y algunas tomas hechas en las barrancas de San Isidro.

## Reparto
- Arauco Radal
- Nelo Cosimi
- Raquel Garín
- Amelia Mirel

## Un guion de Horacio Quiroga con el mismo nombre que no se filmó
Horacio Quiroga intentó crear con Manuel Gálvez una empresa cinematográfica y escribió dos guiones: "La jangada florida" y "La gallina degollada", basada en su cuento homónimo, de los que solo quedaron unos borradores.
Dice Emir Rodríguez Monegal que “En un argumento cinematográfico inédito, La jangada florida, que se conserva en su Archivo, acude Quiroga, como solución al problema social de los obrajes, al entendimiento entre patrones y obreros. En realidad, siguió allí un esquema fácil y previsible, utilizando los recursos de suspenso más característicos del film de aventuras de la época. Su argumento puede resumirse así: un ingeniero, inspector del Departamento del Trabajo, se hace pasar por mensú para investigar de cerca las condiciones de los mensualeros. Interviene en una revuelta de éstos con la finalidad de apaciguar los ánimos, administrar justicia y poder rescatar a la hija del capataz, de la que está enamorado. Al revelarse la verdadera identidad, después de angustiosas peripecias, casa con la muchacha y se pone al frente de un obraje modelo. Este documento está viciado del convencionalismo inherente a todo libreto de cine comercial.”